# Dahalokely tokana
Dahalokely tokana — вид динозаврів, виявлений у провінції Анциранана на півночі Мадагаскару. Латинська назва є перекладом з місцевої малагасійської мови, що означає «маленький бандит». Так його названо за невеликий зріст і м'ясоїдність. Належить до родини абелізавридів, які проживали на території Мадагаскару та Індії і харчувалися практично будь-яким м'ясом і падаллю, які лише могли знайти.
Представники виду D. tokana жили 90 млн років тому, мали на зріст від 2,7 до 4,2 м і харчувалися тваринною їжею.
Проміжки між хребцями у D. tokana свідчать про те, що цей вид не схожий за анатомічною будовою на жоден з вже відомих представників древніх рептилій. Швидше, він є чимось середнім між тими динозаврами, які жили на Мадагаскарі, і тими, що мешкали на території Індії.
В історичному минулому півострів Індостан і острів Мадагаскар були поєднані. Вони відокремилися один від одного лише 88 млн років тому — не набагато пізніше, як вимерли даголокели.
Цей динозавр є близьким родичем інших давніх мешканців південних континентів, таких як карнотавр або майюнгазавр.